# Oddity
Oddity (engl. für „Kuriosität“) ist ein Horror-Thriller von Damian Mc Carthy. Der in Irland spielende Film bedient sich irischer Folk-Horror- und Gothic-Horror-Elemente. Eine hölzerne, menschengroße Puppe steht im Mittelpunkt der Handlung. In den Hauptrollen sind Gwilym Lee, Carolyn Bracken, Tadhg Murphy und Caroline Menton zu sehen. Die Premiere des Films erfolgte im März 2024 beim South by Southwest Film Festival. Der Kinostart in Irland war Ende August 2024.

## Handlung
Dani lebt in einer ländlichen Gegend in Irland und ist gerade mit dem Renovieren ihres Hauses für sich und ihren Mann Ted beschäftigt. Dieser ist Arzt und arbeitet in einer psychiatrischen Klinik in der Nähe.
Eines Tages klopft ein Patient von ihm an ihrer Tür. Sein Name ist Olin Boole. Der Mann behauptet, jemand anderes sei gerade in das Haus eingebrochen, aber er sei nun da, um sie zu beschützen. Er behauptet gesehen zu haben, wie jemand anderes durch die Tür ging, als sie diese offen ließ. Dani hat Angst und weiß nicht, ob sie den Fremden hereinlassen soll. Dani wird ermordet aufgefunden, und die Polizei schreibt Olin die Schuld zu.
Ein Jahr später ist Ted bereits mit einer neuen Freundin namens Yana zusammen. Olin ist im Gefängnis verstorben. Am Todestag von Teds Ehefrau taucht Danis Zwillingsschwester Darcy mit einer Kiste bei ihnen auf, in der sich eine riesige Holzpuppe befindet. Diese hat die Größe eines Erwachsenen und gehörte ihrer Mutter. Sie will sie Ted schenken, der jedoch von der seltsamen Figur eher erschrocken ist. Die blinde Darcy hat übersinnliche Fähigkeiten und will herausfinden, was in der Nacht, in der ihre Schwester ermordet wurde, wirklich passiert ist. Auch diese Fähigkeiten beunruhigen den Mediziner zutiefst.

## Produktion

### Filmstab und Dreharbeiten
Regie führte Damian Mc Carthy, der auch das Drehbuch schrieb. Bei Oddity handelt es sich um seinen zweiten Spielfilm nach Caveat von 2020. Der Ire stammt aus Bantry. Dort drehte Mc Carthy auch Caveat. In seinen vorherigen Kurzfilmen How Olin Lost His Eye, He Dies at the End, Never Ever Open It, Hungry Hickory und Hatch brachte er ganz normale Menschen in bizarre Situationen.
Kameramann Colm Hogan war zuletzt für das Filmdrama Foscadh von Seán Breathnach tätig, das im Jahr 2022 von Irland als Beitrag für die Oscarverleihung in der Kategorie Bester Internationaler Film eingereicht wurde.

### Besetzung und Synchronisation

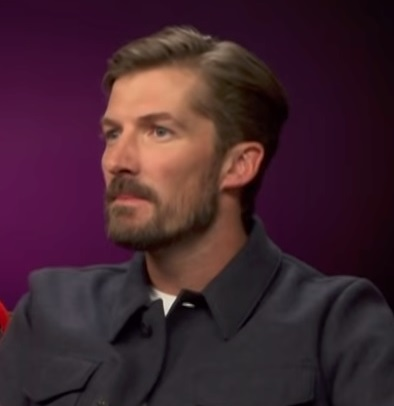
Gwilym Lee spielt Ted Timmis

Carolyn Bracken spielt in einer Doppelrolle Dani und deren Zwillingsschwester Darcy, Gwilym Lee ihren Ehemann Ted und Tadhg Murphy dessen Patient Olin Boole. Caroline Menton ist in der Rolle von Teds späterer Freundin Yana zu sehen. Weitere Rollen wurden mit Steve Wall, Joe Rooney und Johnny French besetzt. Letzterer war in Caveat in einer Hauptrolle zu sehen.
Die deutsche Synchronisation entstand nach einem Dialogbuch von Dana Kröhnert und der Dialogregie von René Hofschneider im Auftrag der Legendary Units GmbH in Berlin.

### Filmmusik, Marketing und Veröffentlichung
Die Filmmusik komponierte Richard G. Mitchell, mit dem Mc Carthy bereits für Caveat zusammenarbeitete.
Die Weltpremiere des Films fand am 8. März 2024 beim South by Southwest Film Festival statt, wo er in der Sektion Midnighters gezeigt und hier mit dem Publikumspreis ausgezeichnet wurde. Anfang April 2024 wurde Oddity beim Overlook Film Festival vorgestellt. Ebenfalls im April 2024 wurde der Film beim Fantasy Filmfest gezeigt und Anfang Mai 2024 beim Chicago Critics Film Festival. Ebenfalls im Mai 2024 wurde er beim Seattle International Film Festival gezeigt. Der erste Trailer wurde Anfang Juni 2024 vorgestellt. Im Juli 2024 wurde Oddity beim Galway Film Fleadh, beim Neuchâtel International Fantastic Film Festival und beim Bucheon International Fantastic Film Festival vorgestellt und hiernach beim Fantasia International Film Festival. Der US-Kinostart erfolgte am 19. Juli 2024. Im August 2024 wird Oddity beim Edinburgh International Film Festival und beim Melbourne International Film Festival vorgestellt. Am 20. August 2024 wurde der Film als Video-on-Demand veröffentlicht. Am 30. August 2024 brachte Wildcard Distribution den Film in die irischen Kinos. Im September 2024 wird der Film beim Slash Filmfestival vorgestellt. Im Oktober 2024 wurde Oddity beim Sitges Film Festival gezeigt. Am 3. April 2025 wurde der Film in Deutschland auf DVD und Blu-ray veröffentlicht.

## Rezeption

### Kritiken
Von den bei Rotten Tomatoes aufgeführten Kritiken sind 96 Prozent positiv bei einer durchschnittlichen Bewertung mit 7,6 von 10 möglichen Punkten, womit er aus den 25. Annual Golden Tomato Awards als Drittplatzierter unter den internationalen Filmen des Jahres 2024 hervorging. Bei Metacritic erhielt der Film einen Metascore von 78 von 100 möglichen Punkten.
Ursula Rathensteiner schreibt ihrer Kritik für uncut.at, mit dem Kunstgriff, ein einsames Landhaus als Schauplatz von unheimlichen Vorgängen und Morden zu verwenden, erfinde Damian Mc Carthy in diesem kleinen Genrejuwel das Rad nicht neu, doch gelinge es durchgehend, dass es für Oddity die notwendig düstere Atmosphäre ausstrahlt. Darcy mit ihrer Verbindung zur Geisterwelt und Ted, der ausgerechnet in einer Irrenanstalt arbeitet, seien ebenfalls keine unbekannten Genre-Elemente. Die Jumpscares seien gut getimt und effektiv und der Film nichts für allzu schwache Nerven. Darüber hinaus nutze McCarthy die zwischenmenschlichen Abgründe, die Spannungen zwischen dem Ehemann, der nicht lange um seine Frau trauert und sich bald eine Geliebte nimmt, und der Schwester der Toten und seiner Neuen. Die wendungsreiche Geschichte gehe weit über 08/15-Horror hinaus und halte die Spannung bis zum Schluss.

### Auszeichnungen
Galway Film Fleadh 2024
- Auszeichnung für die Beste Kamera bei einem irischen Film (Colm Hogan)[30]

Irish Film and Television Awards 2025
- Nominierung für die Beste Regie (Damian McCarthy)
- Nominierung als Beste Hauptdarstellerin (Carolyn Bracken)
- Nominierung als Bester Nebendarsteller (Steve Wall)
- Nominierung für den Besten Ton (Aza Hand und Hugo Parvery)[31]

Neuchâtel International Fantastic Film Festival 2024
- Nominierung im Internationalen Wettbewerb
- Nominierung für die Méliès d’argent
- Auszeichnung mit dem Publikumspreis[32][33]

Overlook Film Festival 2024
- Auszeichnung mit dem Publikumspreis – Feature Film[34]

Saturn Awards 2025
- Nominierung als Bester internationaler Film

South by Southwest Film Festival 2024
- Auszeichnung mit dem Publikumspreis in der Sektion Midnighters[35]